# Teorema lui Siacci

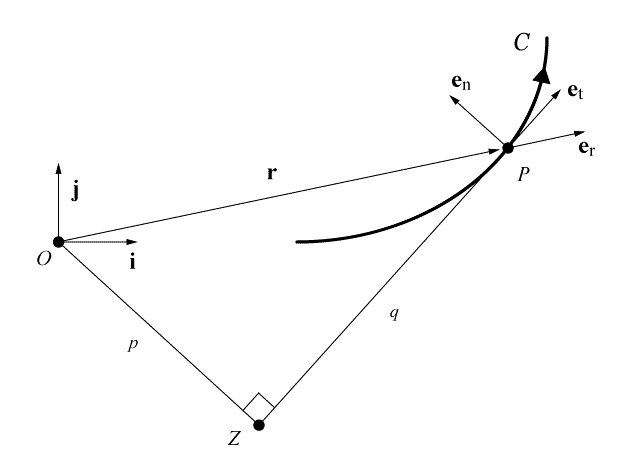
Mişcarea particulei P într-un plan.

Teorema lui Siacci este o teoremă formulată de către matematicianul italian Francesco Siacci (1839–1907) referitoare la descompunerea cinematică a vectorului accelerație în componența tangențială și radială în cazul general cînd acestea nu sunt ortogonale.

## Caz bidimensional
{\displaystyle \mathbf {a} =-{\frac {\kappa v^{2}r}{p}}\mathbf {e} _{r}+{\frac {(h^{2})'}{2p^{2}}}\mathbf {e} _{t}=S_{r}\mathbf {e} _{r}+S_{t}\mathbf {e} _{t}.}